# 경상남도의 시내버스
경상남도의 시내버스는 경상남도를 주관으로 담당하는 시내버스로 총 61개의 시내버스와 시외버스업체로 구성되어 있다.

## 노선 종류

### 직행좌석버스
- 양산시 : 1200번, 1300번, 1500번, 2100번, 2300번, 3000번 등이 해당.
- 김해시 : 220번이 해당.

### 일반좌석버스
- 창원시 : 간선좌석버스(700번 단위~800번 단위)가 해당.
- 김해시 : 58번, 59번, 97번, 98번, 207번 등이 해당.

### 도시형버스
- 창원시[1]
- 진주시
- 통영시
- 사천시
- 김해시
- 밀양시
- 거제시
- 양산시
- 의령군
- 창녕군
- 고성군
- 남해군
- 하동군
- 산청군
- 함양군
- 거창군
- 합천군

### 마을버스
- 창원시
- 양산시
- 밀양시

## 운임
•(농어촌버스 제외) 시지역 일반요금은 현금 1200원, 카드 1100원이다.(경상남도 모든시지역 동일하다. 단, 창원시는 2015년 현금 1300원, 카드 1150원으로 인상되었다.)
•농어촌버스의 경우 10Km까지 기본 요금으로 이용할 수 있으며, 이 거리를 초과할 경우 1Km 마다 116.14원씩 추가되고 소수점이하는 절삭한다. 청소년은 20%, 어린이는 50% 할인된다